# The Country Mouse (film, 1914)
Pour les articles homonymes, voir The Country Mouse.
Pour plus de détails, voir Fiche technique et Distribution.
The Country Mouse est un film muet américain réalisé par Hobart Bosworth et sorti en 1914.

## Fiche technique
- Titre : The Country Mouse
- Réalisation : Hobart Bosworth
- Scénario : Hobart Bosworth
- Photographie :
- Montage :
- Producteur : Hobart Bosworth
- Société de production : Hobart Bosworth Productions
- Société de distribution : Paramount Pictures
- Pays d'origine :  États-Unis
- Langue : Film muet avec les intertitres en anglais
- Métrage : 1 200 mètres
- Format : Noir et blanc — 35 mm — 1,33:1 — Muet
- Genre : Comédie
- Durée : 40 minutes
- Dates de sortie : 
  -  États-Unis : 23 novembre 1914

## Distribution
- Hobart Bosworth : Billy Bladerson
- Adele Farrington : Addie Balderson
- Myrtle Stedman : Myrtle Marshall
- Marshall Stedman : George Marshall
- Rhea Haines : Madame Pauline